# امارپور، تریپورا
امارپور، تریپورا (به انگلیسی: Amarpur, Tripura) یک منطقهٔ مسکونی در هند است که در تریپورا واقع شده‌است.

## خصوصیات
امارپور ۱۰٬۸۶۳ نفر جمعیت دارد و ۲۴ متر بالاتر از سطح دریا واقع شده‌است.